# 프랜시스 매코머의 짧지만 행복한 생애
《프랜시스 매코머의 짧지만 행복한 생애》(The Short Happy Life of Francis Macomber)는 미국의 작가 어니스트 헤밍웨이의 단편 소설이다. 1936년 9월 잡지 《코스모폴리탄》에 첫 출간되었다. 이후 1938년 단편집 《제5열과 첫 번째 마흔아홉 개의 단편들》에 재수록되었다.

## 줄거리
프랜시스 매코머(Francis Macomber)와 그의 아내 마고(Margot)는 함께 아프리카의 사파리로 여행을 떠난다. 둘은 전문 사냥꾼인 로버트 윌슨(Robert Wilson)과 동행하며 야생동물을 사냥한다. 이야기는 이들이 점심을 먹는 장면으로 시작된다. 서른다섯 살 건장한 체격을 가진 매코머는 대어를 여럿 낚은 기록을 갖고 있지만, 자신이 겁쟁이임을 몸소 증명하게 된다. 하지만 주변 사람들은 아무 일도 없는 듯이 행동한다.
회상 장면에서 프랜시스는 사자가 자신을 향해 돌진하자 당황하고, 마고는 매코머의 비겁한 모습에 분노와 모멸감을 참지 못한다. 또한 마고는 한밤중 캠프에서 빠져나와 윌슨과 바람을 피우고 있다는 사실이 밝혀진다. 다음날, 마고는 프랜시스가 돌진하는 물소와 맞서 싸운다. 물소 사냥에 성공한 이들은 성공을 자축하려 하지만, 물소가 수풀 속으로 도망갔다는 사실을 깨닫고는 뒤를 쫓는다. 물소와의 두 번째 대치가 격렬해지고, 드디어 매코머가 물소를 잡으려는 바로 그 순간 마고가 차에서 조준한 총알이 프랜시스의 얼굴을 관통하고 프랜시스는 사망한다.

## 영화화
1947년 《매컴버 사건》이라는 이름으로 영화화되었다. 졸탄 코르다가 감독하였으며, 그레고리 펙·조앤 베넷·로버트 프레스턴 등이 출연하였다.